# Sambród Mały
Sambród Mały – wieś w Polsce położona w województwie warmińsko-mazurskim, w powiecie ostródzkim, w gminie Małdyty. Wieś wchodzi w skład sołectwa Sambród.
W roku 1973 jako kolonia Sambród Mały należał do powiatu morąskiego, gmina Małdyty, poczta Połowite. W latach 1975–1998 miejscowość administracyjnie należała do województwa olsztyńskiego.